# Protuberance

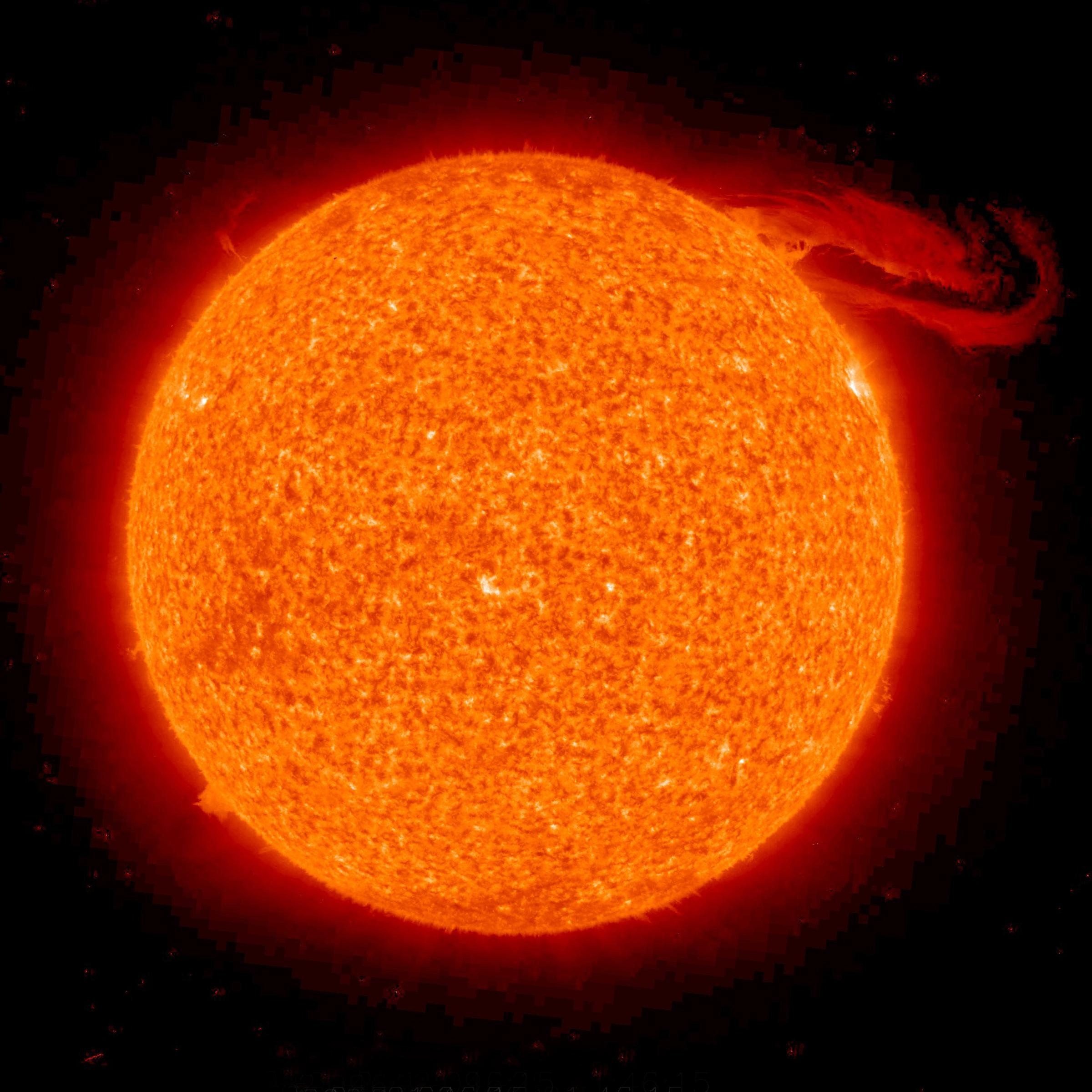
Protuberance pozorovaná sondou STEREO v září 2008

Protuberance je velký jasný oblak chladného plazmatu vybíhající z povrchu Slunce a často mající podobu smyček. Protuberance začínají na povrchu Slunce ve fotosféře a vybíhají do koróny. Zatímco koróna obsahuje velmi horké plazma, protuberance se svým složením blíží chromosféře — obsahuje mnohem chladnější plazma.
Protuberance mohou existovat i mnoho dní (klidná protuberance), jiné zaniknou již po několika hodinách (aktivní protuberance). Pokud protuberance rychle dosáhne velmi velké výšky, je nazývaná eruptivní protuberancí. Někdy se může zcela odpoutat od Slunce, a změnit se tak na výron koronální hmoty.
Protuberance jsou obvykle dlouhé mnoho tisíc kilometrů. Zatím nejdelší pozorovaná byla dlouhá 350 000 km, asi 28 průměrů Země. Hmotnost materiálu v protuberancích bývá řadově stovky miliard tun.
Pro pozorování jsou nejvhodnější protuberance na okraji slunečního disku, kdy je možno nejlépe studovat jejich vnitřní strukturu. Pokud se protuberance objeví přímo na slunečním disku, je tmavší než pozadí, protože má nižší teplotu. Takové protuberance se nazývají filamenty.

## Obrázky

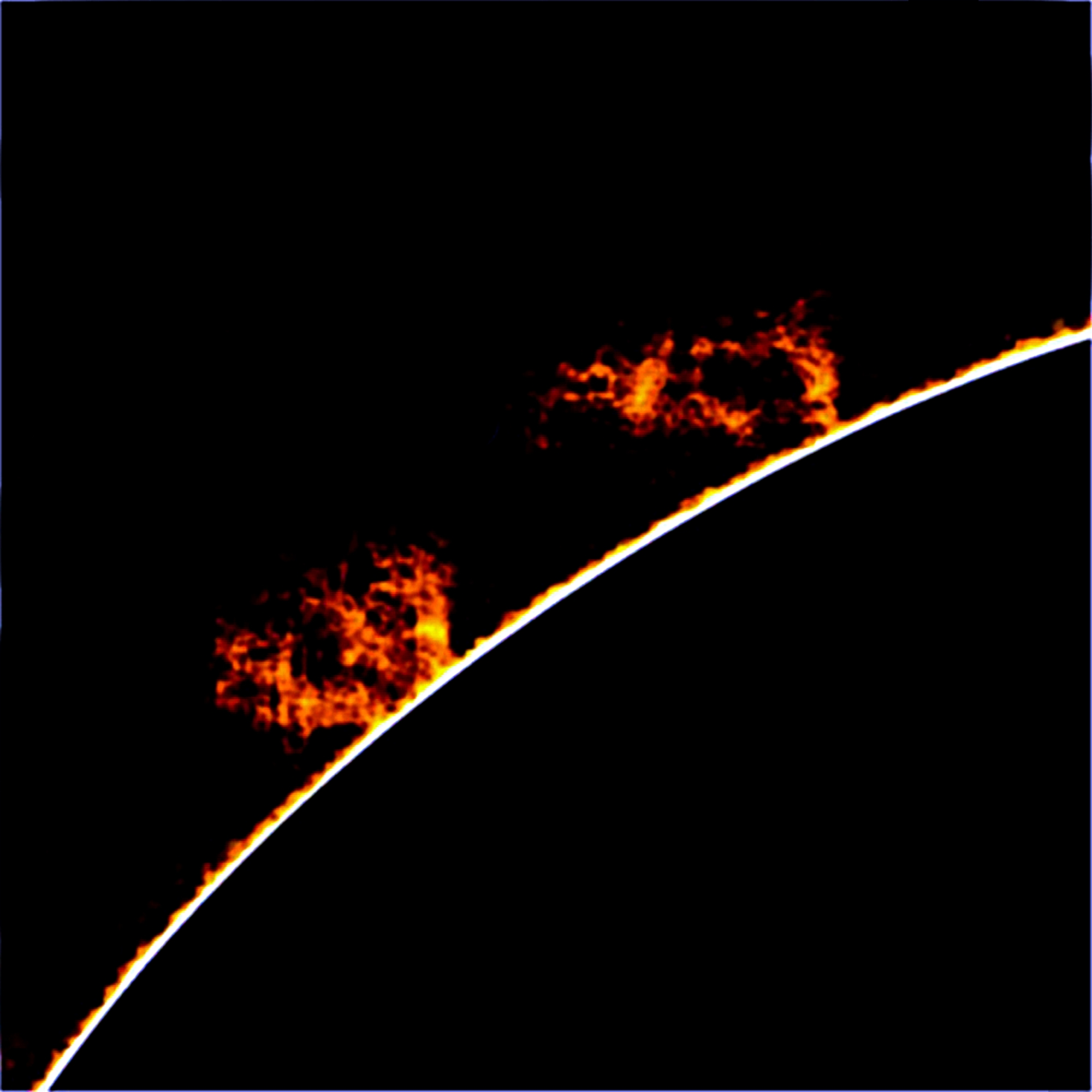
Sluneční protuberance
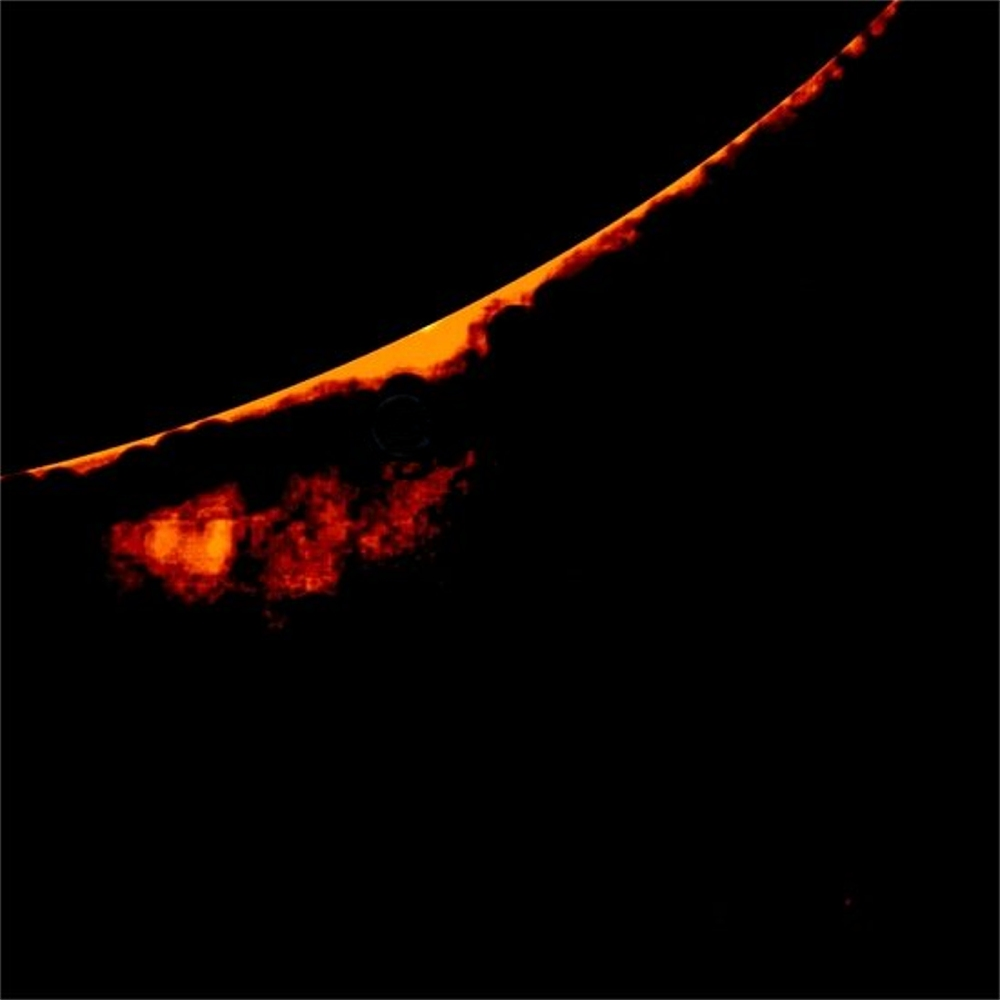
Protuberance odpoutaná od povrchu Slunce
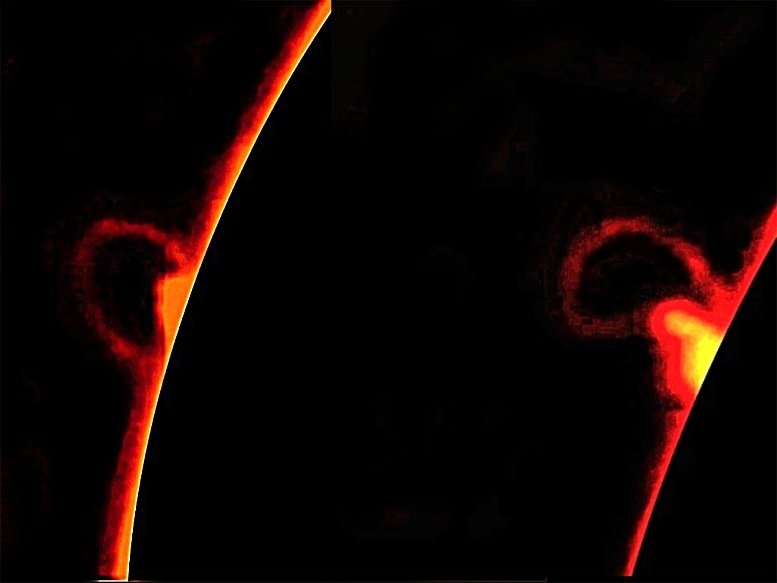
Erupce na okraji slunečního disku a následná protuberance
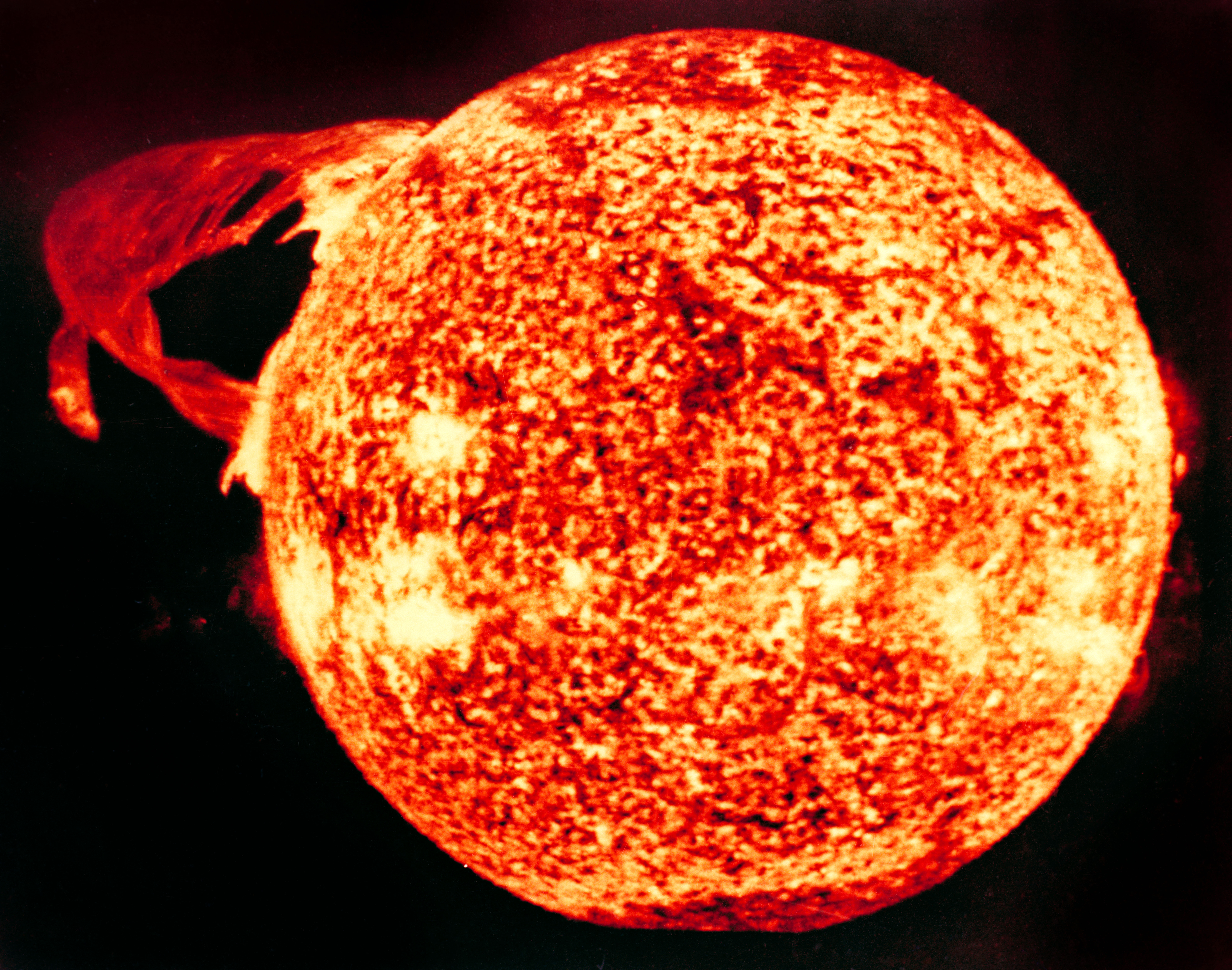
Velká eruptivní protuberance (Skylab 1973)